# 金源 (運動員)
金源（1988年2月11日—）是中國上海田徑運動員。2007年8月，金源在世界田徑錦標賽女子3000公尺障礙預賽上，跑出10分14.46秒，無緣晉級決賽。2007年9月20日，以4分19.04秒獲得全國田徑冠軍賽女子1500公尺金牌。

## 外部連結
- 金源在的頁面